# Glyptogeotrupes molestus
Glyptogeotrupes molestus är en skalbaggsart som beskrevs av Franz Faldermann 1835. Glyptogeotrupes molestus ingår i släktet Glyptogeotrupes och familjen tordyvlar. Inga underarter finns listade i Catalogue of Life.